# Weena Morloch
Weena Morloch (ursprünglich McBeth) ist ein Musikprojekt, welches von Alexander Kaschte (Samsas Traum) im Jahr 1998 gegründet wurde.

## Geschichte
Weena Morloch wurde 1998 gegründet und startete zunächst als Noise-Projekt in unterschiedlicher Ausführung. Während auf Dandelion... eine bizarre Geschichte zu einer Geräusch-Kulisse vorgelesen wurde, mischte Alexander Kaschte auf Kunst-X=? Synthesizer-Geräusche mit Samples aus Horrorfilmen. Das Gesamtwerk, bestehend aus zwölf sich teilweise sehr ähnelnden Liedern, bezeichnete er als „Horror Death Industrial“, ohne dabei im Bezug zum Genre Death Industrial zu stehen. Sowohl das Demo als auch das Debütalbum hatten eine Auflage von 500 Stück und verkauften sich bei der Fangemeinde von Samsas Traum, die sich von Alexander Kaschtes neuem Nebenprojekt mehr erhofft hatte, nur sehr schlecht. Anfangs überraschte Kaschte sein Publikum, als auf Konzerten Menschen als Sportler, Roboter und Blumen verkleidet auf die Bühne kamen und Schokoladentaler in die Menge warfen.
Die EP Trauma 7 wurde ebenso wie Kaschtes Seitenprojekt MIIME zunächst von der Plattenfirma abgelehnt, fand aber auf der Bonus-CD des 2003 veröffentlichten Samsas-Traum-Albums Tineoidea Verwendung. Bis auf vereinzelte Teile nähert sich die Musik allerdings sehr der seines Hauptprojektes an und entfernt sich von den Noise-Wurzeln.
Auf dem Album Epanalepsis, das bis März 2012 ausschließlich als Bestandteil der Einer-gegen-Alle-Box von Samsas Traum erhältlich war, finden sich Aufnahmen, die u. a. im Zeitraum der Kunst-X=? entstanden sind. Im Kontext und als Bestandteil der Samsas-Traum-DVD-Box wurde auch die Kunst-X=? neu gemastert und von einem VJ-Team visualisiert.
Am 22. Juli 2008 wurde auf der Samsas-Traum-Website bekanntgegeben, dass Alexander Kaschte mitten in der Produktion eines neuen Weena-Morloch-Albums stecke, das ursprünglich noch vor Ende des Jahres veröffentlicht werden sollte. Das Album sollte zwölf Songs enthalten und konzeptionell an KadaverKomplex anknüpfen. Allerdings weigerte sich die Plattenfirma zunächst, das mit Amok betitelte Album zu veröffentlichen, da sich das gleichnamige Titelstück inhaltlich mit dem Amoklauf von Emsdetten auseinandersetzt und befürchtet wurde, dass es dadurch zu einem Verkaufsboykott kommen könnte. Am 31. Dezember 2008 wurde auf der Samsas-Traum-Website bekanntgegeben, dass eine Single vom Album Amok frühestens im Oktober 2009 veröffentlicht werden soll, diese erschien nach weiteren Verzögerungen im Herbst 2010 unter dem Namen „Ein Lied, Dich zu töten“. Amok erschien am 1. Juli 2011 zeitgleich mit dem Samsas-Traum-Album Anleitung zum Totsein. Das Album besteht aus elf Titeln und behandelt unter anderem die Todesnacht von Stammheim aus der Sicht von Irmgard Möller sowie von Kindern und Jugendlichen verübte Gewalttaten, insbesondere den Amoklauf von Emsdetten.
Das letzte Konzert von Weena Morloch und Samsas Traum fand am 1. Oktober 2011 statt. Beide Projekte sollen jedoch weiter bestehen und sich in Zukunft auf Studioaufnahmen konzentrieren. Kurz darauf erschien am 2. Dezember 2011 das Remix-Album .Käfer.Maden.Würmer.Spinnen., welches in je eine Samsas-Traum- und eine Weena-Morloch-CD gespalten war und überwiegend aus Remixen bestand. Zuvor gab es eine Online-Aktion von Kaschte, bei der Fans anderen Bands empfehlen konnten, die Stücke fürs Remix-Album zu bearbeiten.
Am 9. März 2012 erschien die Kompilation Terror über alles – Das Weena Morloch-Manifest, die, aus vier CDs bestehend, die komplette Diskographie der Band bis 2011 (Amok ausgenommen) enthält. Zeitgleich sind auch Live-Aufnahmen aus Bochum, Köln und Wien, die alle auf der Tournee gespielten Stücke abdecken, in der Kompilation enthalten, mit Ausnahme von Disko-Vampir. Die Aufnahme aus Wien dieses Stückes wurde vorab sowohl im WAV- als auch im MP3-Format zum Herunterladen bereitgestellt, da Alexander Kaschte die Aufnahme aufgrund einiger Textfehler nicht auf der CD haben wollte.

## Projektname
Der Name Weena Morloch entstand aus einem Irrtum Alexander Kaschtes. Er hielt die „Weena“ und die „Morlochs“ für die beiden verfeindeten Rassen aus H. G. Wells Die Zeitmaschine und kombinierte sie zu einem Vor- und Nachnamen. Tatsächlich hatte ihn allerdings die Erinnerung getrogen; die Namen der Völker waren „Eloi“ und „Morlock“, und „Weena“ das junge Eloi-Mädchen, welches der Protagonist zu retten versucht. Auf den Fehler hingewiesen, änderte Alexander Kaschte die offizielle Entstehungsgeschichte des Bandnamens und ersann das Mädchen Weena Morloch, das mit 12 Jahren im See ertrank. Sowohl auf KadaverKomplex als auch auf der Trauma-7-EP und auf Amok findet sich je ein Lied, das sich mit dem Bandnamen beschäftigt (Weena Morlock, Wasser, Ein Lied, Dich zu töten).

## Amoklauf von Emsdetten
Das Projekt erfuhr nach dem Amoklauf von Emsdetten in der Presse eine gewisse Aufmerksamkeit, als bekannt wurde, dass der Täter Bastian B. auf seinen Selbstdarstellungen im Internet die Textzeile „Wer noch einmal meinen Weg kreuzt, hat zehn Kugeln im Gesicht.“ aus dem Weena-Morloch-Song „Kugel im Gesicht (9mm)“ zitierte. Ebenso verwendet er in einem seiner selbstgedrehten Videos den Song Stammheim (Kampf). Dieser enthält mehrere Textsamples aus dem Film Stammheim, der den Prozess der RAF-Terroristen behandelt.
Die Ballade Amok auf dem gleichnamigen Album bezieht sich explizit auf diesen Amoklauf. Darin wird der Emsdettener Zivilgesellschaft vorgeworfen, sie habe versagt und trage daher eine Mitschuld an der Tat.

## Diskografie

### Studioalben
- Kunst-X=? (2001; Trisol)
- KadaverKomplex (2002; Trisol)
- Amok (2011; Trisol)
- Grüß Gott, wir sind die Morlochs (2015; Trisol)

### Sonstige Veröffentlichungen
- Dandelion and His Lady of Sorrow (1997; Eigenproduktion), Demo, unter dem Projektnamen McBeth veröffentlicht
- Trauma 7 (2003; Trisol), MCD, als Teil der limitierten Bonus-CDs zu Samsas Traums Tineoidea und Arachnoidea
- Best Of (2004; Trisol), Best-Of, als Teil der limitierten Bonus-CD zu Samsas Traums Endstation.Eden
- Epanalepsis (2005; Trisol), als Teil der Doppel-DVD-/Doppel-CD-Box zu Samsas Traums Einer gegen Alle
- Kunst-X=? feedbacked (2005; Trisol), DVD, als Teil der Doppel-DVD-/Doppel-CD-Box zu Samsas Traums Einer gegen Alle
- Ein Lied, Dich zu töten (2010), 5"-Vinyl, Singleauskopplung vom Album Amok
- .Käfer.Maden.Würmer.Spinnen. (2011; Trisol), Compilation mit Remixen, neuen Songs und anderen Raritäten, gesplittet in eine CD mit Samsas-Traum- und eine CD mit Weena-Morloch-Stücken
- Terror über alles – Das Weena Morloch-Manifest (2012; Trisol), vollständige Sammlung früherer Weena-Morloch-Werke
- Das Buch der toten Kinder (2014), Buch von Alexander Kaschte mit beiliegender Hörbuch-CD
- We'll rise from the dead (2017), 7"-Vinyl mit zwei Liedern des kommenden Albums